# 13 snart 30
13 snart 30 (eng: 13 Going On 30) er en komediefilm fra 2004 med Jennifer Garner i hovedrollen. Den minder om filmene Big, Wish Upon a Star og Freaky Friday og er produceret af Revolution Studios for Columbia Pictures. Filmen havde premiere den 23. april 2004 i USA og den 2. juli 2004 i Danmark.

## Handling
Året er 1987, og den nu 13-årige Jenna Rink har fødselsdag. I skolen er hun ikke ret populær, og hendes største ønske er at blive medlem af kliken "De 6 Tøser", som ledes af den sejeste pige på skolen, Lucy "Tom-Tom" Wyman, som gerne udnytter Jenna p.g.a. af hendes store ønske om at blive medlem. Dette er tilfældet nu, da Tom-Tom siger, at "De 6 Tøser" og den lækre Chris Grandy nok ikke vil kunne komme til Jennas fødselsdagsfest, da de skal skrive en fysikopgave, og at Chris højest sandsynligt skal hjælpe dem. Jenna tilbyder at skrive opgaven for dem, og de indvilliger.
Om aftenen inden festen er Jenna ved at gøre sig klar, og hun fortæller sin mor, at hun ville ønske, at hun var "30, flirtende og forrygende", som alle damerne i hendes yndlingsblad Poise. Jennas bedste ven Matt giver i fødselsdagsgave Jenna hendes eget "drømmehus" og en pose magisk tryllestøv, som de drysser over huset.
Gæsterne ankommer, og Tom-Tom forslår legen "7 minutter i Himlen", hvor Jenna skal gå ind i et skab, og så kommer der en dreng ind, som må gøre lige hvad han vil med hende i 7 min. Jenna bliver sendt ind i skabet, og da Matt er gået for at hente sit keyboard, lister "De 6 Tøser" og Chris Grandy stille ud. Da Matt åbner døren ind til Jenna, og Jenna opdager, at de alle sammen er gået, tror hun, at Matt har fået dem til at forsvinde, og bliver sur på ham. Hun går ind i skabet igen, hvor hun kommer til at rykke med dukkehuset, så der falder tryllestøv ned over hende, samtidig med at hun mumler "Jeg vil være 30, flirtende og forrygende...."
Lidt efter Jenna op i Fifth Avenue-lejlighed – men hun ligner ikke sig selv. Året er 2004 og hun er blevet voksen (højest sandsynlig 30!), og hun kan ikke huske, hvad der er sket de sidste 17 år af hendes liv. Da en ukendt halvnøgen mand træder ud af hendes badeværelse, bliver hun bange, griber taske, jakke og sko, og løber ned og ud på gaden, hvor en kvinde står og skynder hende. Jenna sætter sig en smule modvilligt i bilen, hvor det går op for hende, hvem kvinden er – nemlig Lucy "Tom-Tom" Wyman (hun kalder sig dog Lucy nu). De kører nu til deres fællesarbejdsplads og til Jennas store overraskelse magasinet Poise Magazines hovedkvarter. Uden sin tidligere bedste ven, Matt, beder Jenna sin assistent om at finde Matts adresse. Men da Jenna opsøger Matt, finder hun ud af, at de faktisk ikke har været venner siden de gik i high school, fordi Jenna blev medlem af "De 6 Tøser". Hun finder også ud af at Matt er forlovet.
Det går langsomt op for Jenna, hvad for en person det er, hun er blevet til. Hun er ikke kun hadet af alle sine kollegaer, hun er også mistænkt for at give alle Poises ideer til deres bladkonkurrent Sparkles. Jenne bryder sig ikke om denne person, og hun begynder snart at ændre sig ved at tage afstand til sin kæreste, være sødere og mere ærlig over for sine kolleger, og hun forsøger at genopbygge sin venskab med Matt.
Sparkles er nu så tæt på at udkonkurrere Poise, at den eneste mulighed for overlevelse er få et nyt design. Egentlig skulle Lucy og Jenna arbejde sammen om det, men da Jenna en dag overhører Lucy bagtale hende, og hører at hun planlægger sit eget designforslag, bliver hun ked af det, og tager hjem til sine forældre i håb om genforening. Under hendes besøg kigger Jenna i flere årbøger, som inspirerer hende til at tage hjem til Manhattan igen. Jenna tager derefter kontakt til Matt, som er fotograf, og sammen får de lavet et nyt designforslag. Under deres store samarbejde bliver de venner igen, og selvom Matt er forlovet og Jenna har en kæreste kysser de alligevel hinanden, da de en aften er ude og gå en tur.
Da den store præsentationsdag endelig kommer, bliver Jennas design valgt og Lucys vraget. Lucy bliver selvfølgelig vred, og da hun "ved et tilfælde" kommer til at rode i Jennas ting, opdager hun flere breve fra Sparkles liggende i Jennas skrivebord. Lige inden Jenna skal lave sin designpræsentation for hovedkontoret, kommer hendes chef, Richard, med en dårlig nyhed. Poise skal lukkes ned, fordi Lucy har solgt Jennas design til Sparkles. Da Jenna lidt efter konfronterer Lucy, finder Jenna ud af at hun faktisk selv arbejdede for Sparkles, men arbejdede på Poise og sendte alle Poises ideer og materialer til Sparkles. Da Lucy opdagede dette, fik hun overtalt Matt til, at sælge sine billedrettigheder, hvorefter hun tog Jennas job som fremtidig chefredaktør på Sparkles med Jennas design som sit eget – præcis som i high school.
Den sønderknuste Jenna husker nu pludseligt, at det var i dag, at Matt skulle giftes, og hun skynder sig derfor hjem (Brylluppet afholdes i Matts families baghave. Jenna og Matt har altid været naboer), og beder Matt om at aflyse brylluppet. Matt kan ikke gøre det, selvom han indrømmer, at han elsker Jenna. Han giver derefter Jenna hendes "drømmehus" (som hun havde kastet efter ham på hendes 13 års fødselsdag) tilbage, og Jenna forlader med tårer i øjnene Matt. Jenna går over til sit eget hjem, sætter sig på trappen og giver sig til at græde, imens hun ønsker, at hun kunne vende tilbage til 1987. Hvad hun ikke ved er, at der stadig er noget tryllestøv tilbage på dukkehusets tag, som flyver op og får hendes ønske til at gå i opfyldelse.
Da Jenna lidt efter åbner øjnene, er hun tilbage i sit skab, og da Matt lidt efter åbner døren, kysser hun ham. Hun hiver ham op af trappen fra kælderen (hvor festen har været holdt), hvor de møder Tom-Tom på halvvejen. Jenna river fysikopgaven ud af Tom-Toms hænder, river den i stykker og skubber til Tom-Toms krus, så Tom-Tom spilder det ud over sig selv, hvorefter Jenna og Matt skynder sig videre...
... ud af hoveddøren, men nu som voksne (i nok 2004) til deres eget bryllup med hinanden. Lidt senere ses begge uden for et hus magen til Jennas "drømmehus", hvor de nyder deres yndlings-børne-slik Razzles.

## Skuespillere
- Jennifer Garner som Jenna Rink
- Mark Ruffalo som Matt Flamhaff
- Judy Greer som Lucy "Tom-Tom" Wyman
- Andy Serkis som Richard Kneeland
- Kathy Baker som Beverly Rink
- Phil Reeves som Wayne Rink
- Samuel Ball som Alex Carlson
- Marcia DeBonis som Arlene
- Kiersten Warren som Trish Sackett
- Christa B. Allen som Jenna (teenager)
- Sean Marquette som Matt (teenager)
- Alexandra Kyle som Lucy (teenager)

### Casting
Gwyneth Paltrow, Hilary Swank og Renée Zellweger var oprindeligt overvejet til rollen som Jenna Rink, men det blev Garner.

## Filmen
Filmens premiere indtjente omkring $22 mio. i box office i dens første visningsuge. Den fik utrolig meget konkurrence fra teenage-filmhittet Mean Girls, og endte med en total box office fra overalt i verdenen på $60 mio. Da filmen udkom på DVD endte den da også som en de 5 mest købte film det år, med $57 mio. købte ifølge Internet Movie Database. Filmens succes gjorde at den i 2006 blev genudgivet, nu med ekstra materiale.
Filmens samlede indtjening var på $96,5 mio., hvilket gjorde den til en af årets bedste DVD-indtjening.
Jennifer Garner blev nomineret til MTV Movie og Teen Choice Awards for hendes præsentation som Jenna Rink. Garner indspillede filmen i hendes pause fra tv-serien Alias.

### Trivia
- Gwyneth Paltrow, Hilary Swank og Renée Zellweger var oprindeligt overvejet til rollen som Jenna Rink, men det blev Garner[1]
- Da Jenna kigger sin post igennem efter lige at være vågnet som 30-årig er et af brevene fra Sparkle.
- Oprindeligt skulle Matt (teenager) være spillet af Jack Salvatore Jr.. Men test-publikummet reagerede negativt over for ham og pigen, som egentlig skulle have spillet Jenna (teenager)(Shana Dowdeswell), så nogle andre skuespillere blev valgt og scenerne tagte om.
- Den Poise Magazine-artikel som Jenna læser som 13-årig ("30, flirtende og forrygende") indeholder den lejlighed, som hun bor i som 30-årig.
- I Australien, blev titlen ændret til Suddenly 30 fordi distributørerne troede at publikummet ville misforstå den oprindelige titel.
- Mange af "Thriller" danserne var koregrafen Marguerite Pomerhn Derricks egne dansere, og en af dem var faktisk produceren Gina Matthews.
- Jennas fødselsdag er den 26. maj 1974.
- Da Jenna gemmer sig i skabet på hendes 13-års fødselsdagsfest, kan man se billeder af hende, fra hun var lille hænge på bagsiden af døren. Dette er faktisk billeder af Christa B. Allen, hende som spiller den 13-årige Jenna.

## Eksterne links
- 13 snart 30 på Internet Movie Database (engelsk)
- 13 snart 30 på Filmdatabasen
- 13 snart 30 på Scope
- 13 snart 30 i Svensk Filmdatabas (svensk)
- 13 snart 30 på AlloCiné (fransk)
- 13 snart 30 på MovieMeter (nederlandsk)
- 13 snart 30 på AllMovie (engelsk)
- 13 snart 30 hos American Film Institute (engelsk)
- 13 snart 30 på Turner Classic Movies (engelsk)
- 13 snart 30 på The Movie Database (engelsk)